# Carchi
Carchi is een provincie in het noorden van Ecuador, aan de grens met Colombia. De hoofdstad van de provincie is Tulcán. Carchi ligt in het Andes-gebergte.
Naar schatting zijn er 184.136 inwoners in 2018.

## Kantons
De provincie is bestuurlijk onderverdeeld in zes kantons. Achter elk kanton wordt de hoofdplaats genoemd.
| Nr. | Kanton             | Inwoners | Oppervlakte | Hoofdplaats | Inwoners |
| --- | ------------------ | -------- | ----------- | ----------- | -------- |
| 1   | Bolívar            | 15.677   | 353 km²     | Bolívar     | 3.377    |
| 2   | Espejo             | 14.522   | 554 km²     | El Angel    | 5.181    |
| 3   | Mira               | 12.727   | 588 km²     | Mira        | 3.691    |
| 4   | Montúfar           | 29.590   | 383 km²     | San Gabriel | 14.497   |
| 5   | San Pedro de Huaca | 7.937    | 71 km²      | Huaca       | 4.492    |
| 6   | Tulcán             | 92.375   | 1.801 km²   | Tulcán      | 56.719   |

| Detailkaart |
| ----------- |
|             |
| Kantons     |